# Lower Class Crucifixion
Lower Class Crucifixion is het debuutalbum van de hardcore punk band The Unseen. Het album werd oorspronkelijk door V.M.L. Records uitgegeven in 1997 en werd later door A-F Records uitgegeven in 1998.

## Nummers
1. "Children of the Revolution" - 3:04
2. "Too Young to Know...Too Reckless to Care" - 1:54
3. "Alone" - 2:03
4. "Social Security" - 2:02
5. "Goodbye America" - 2:55
6. "New World Fodder" - 2:39
7. "Police Brutality" - 1:56
8. "What Are We Waiting For?" - 2:33
9. "Unseen Class" - 1:21
10. "Coincidence or Consequence?" - 2:18
11. "In the City" - 2:19
12. "A.D.D." - 0:47
13. "Thorn" - 4:11